# 1002 (عدد)
ألف واثنان 1002 هو عدد صحيح، يلي العدد 1001 وويسبق العدد 1003.

## في الرياضيات

### خصائص
- عدد طبيعي.[3]
- عدد زوجي.[4][5]
- عدد موجب،[6] السالب منه هو -1002.[7]

## في التاريخ
- 1002 هـ هي سنة في التقويم الهجري.
- 1002 م هي سنة في التقويم الميلادي.

## وصلات خارجية
الأعداد الصاتمة، ديوان اللغة العربية.